# Блумфилд (Њу Мексико)
Блумфилд (енгл. Bloomfield) град је у америчкој савезној држави Њу Мексико.

## Демографија
По попису из 2010. године број становника је 8.112, што је 1.695 (26,4%) становника више него 2000. године.
| Група             | 2000.         | 2010.         |
| Белци             | 3.452 (53,8%) | 3.917 (48,3%) |
| Афроамериканци    | 21 (0,3%)     | 50 (0,6%)     |
| Азијати           | 22 (0,3%)     | 36 (0,4%)     |
| Хиспаноамериканци | 1.765 (27,5%) | 2.571 (31,7%) |
| Укупно            | 6.417         | 8.112         |